# Antigues escoles (Vallclara)
Les Antigues escoles, actual Casa de la vila de Vallclara és una obra de Vallclara (Conca de Barberà) inclosa a l'Inventari del Patrimoni Arquitectònic de Catalunya.

## Descripció
Edifici de grans dimensions, realitzat en pedra i amb una estructura molt senzilla i massissa.
La façana principal compta amb un bon nombre de finestres: una amb arc de mig punt i dotze de llinda o amb arcs de descàrrega. La porta és ampla i adovellada. Un contrafort molt sòlid reforça aquest mur de l'edifici. El teulat és a dues vessants, essent una molt més llarga i pronunciada que l'altra.

## Història
Actualment l'antiga escola serveix com a case de la vila, a més de comptar amb un bar.